# AGP
AGP (angleško Accelerated graphics port) je visokohitrostno »point-to-point« vodilo za pritrditev grafične kartice na matično ploščo računalnika, ki je namenjena predvsem za pomoč pri pospeševanju 3D računalniške grafike. Od leta 2004 se AGP postopoma opušča na račun vodila PCI Express (PCIe). Od sredine leta 2009 PCIe kartice prevladujejo na trgu, vendar so nove AGP kartice in matične plošče še vedno na voljo za nakup, čeprav je OEM podpora gonilnikom minimalna.